# یان کوتو
یان کوتو (انگلیسی: Yan Couto؛ زادهٔ ۳ ژوئن ۲۰۰۲) بازیکن فوتبال اهل برزیل است. وی در حال حاضر برای تیم دورتموند در بوندسلیگای آلمان بازی می‌کند. 
از باشگاه‌هایی که در آن بازی کرده‌است می‌توان به باشگاه فوتبال کوریتیبا و خیرونای اسپانیا اشاره کرد.
وی همچنین در تیم ملی فوتبال برزیل بازی کرده‌است.

## دوران باشگاهی

### کوریتیبا
کوتو متولد کوریتیبا از شهرهای ایالت پارانا است. در سال ۲۰۱۲ در ده سالگی به مجموعه جوانان کوریتیبا پیوست. در سال ۲۰۱۹، در حالی که هنوز در رده‌های جوانان بازی می‌کرد، در یادداشت "نسل بعدی ۲۰۱۹" نشریه گاردین، به‌عنوان یکی از ۶۰ استعداد برتر جوان جهان قرار گرفت.
کوتو که برای فصل ۲۰۲۰ به تیم اصلی منتقل شد، اولین بازی بزرگسالان خود را در ۲۱ فوریه انجام داد و به عنوان بازیکن تعویضی، جانشین پاتریک ویرا، که مصدوم شده‌بود، گردید.

### منچسترسیتی
در ۱ مارس ۲۰۲۰، پس از آن‌که در رسانه‌ها حتی گفته می‌شد که کوتو با بارسلونا قرارداد امضا کرده‌است، کوتو با قراردادی پنج ساله راهی باشگاه فوتبال منچستر سیتی شد، این قرارداد از ۱ ژوئیه قابل اجرا بود.

### خیرونا
در ۲۵ سپتامبر، او به خیرونای اسپانیا که در سگوندا دیویسیون در فعالیت داشت، به مدت یک فصل و به صورت قرضی پیوست. او در ۱۹ مارس ۲۰۲۱، تنها گل خود در سگوندا دیویسیون را برای خیرونا در جریان پیروزی ۲ بر ۱ خارج از خانه برابر باشگاه فوتبال لاس پالماس به ثمر رساند که اولین گل دوران حرفه‌ای او نیز محسوب می‌شود.

### براگا
کوتو پس از پایان قرارداد با خیرونا، مجدداً به منچستر سیتی بازگشت و این بار به صورت قرضی به باشگاه فوتبال براگا در لیگ برتر فوتبال پرتغال پیوست.
او در تاریخ ۲۰ مارس ۲۰۲۲ اولین گل خود را برای براگا، در جریان پیروزی ۲ بر ۱ مقابل باشگاه فوتبال پورتیموننزه به ثمر رساند.

### خیرونا (دوره دوم)
در ۲۵ ژوئیه ۲۰۲۲، او با قراردادی قرضی یک ساله به دوباره به خیرونا بازگشت اما این‌بار خیرونا در لا لیگا حضور داشت.

## دوران ملی
کوتو یک بازیکن بدون جانشین برای تیم ملی فوتبال زیر ۱۷ سال برزیل بود و قبل از اینکه در لیست ۲۳ نفره جام جهانی زیر ۱۷ سال ۲۰۱۹ قرار بگیرد، ۲۰ بازی انجام داد و یک بار گلزنی کرد.